# 成形図説

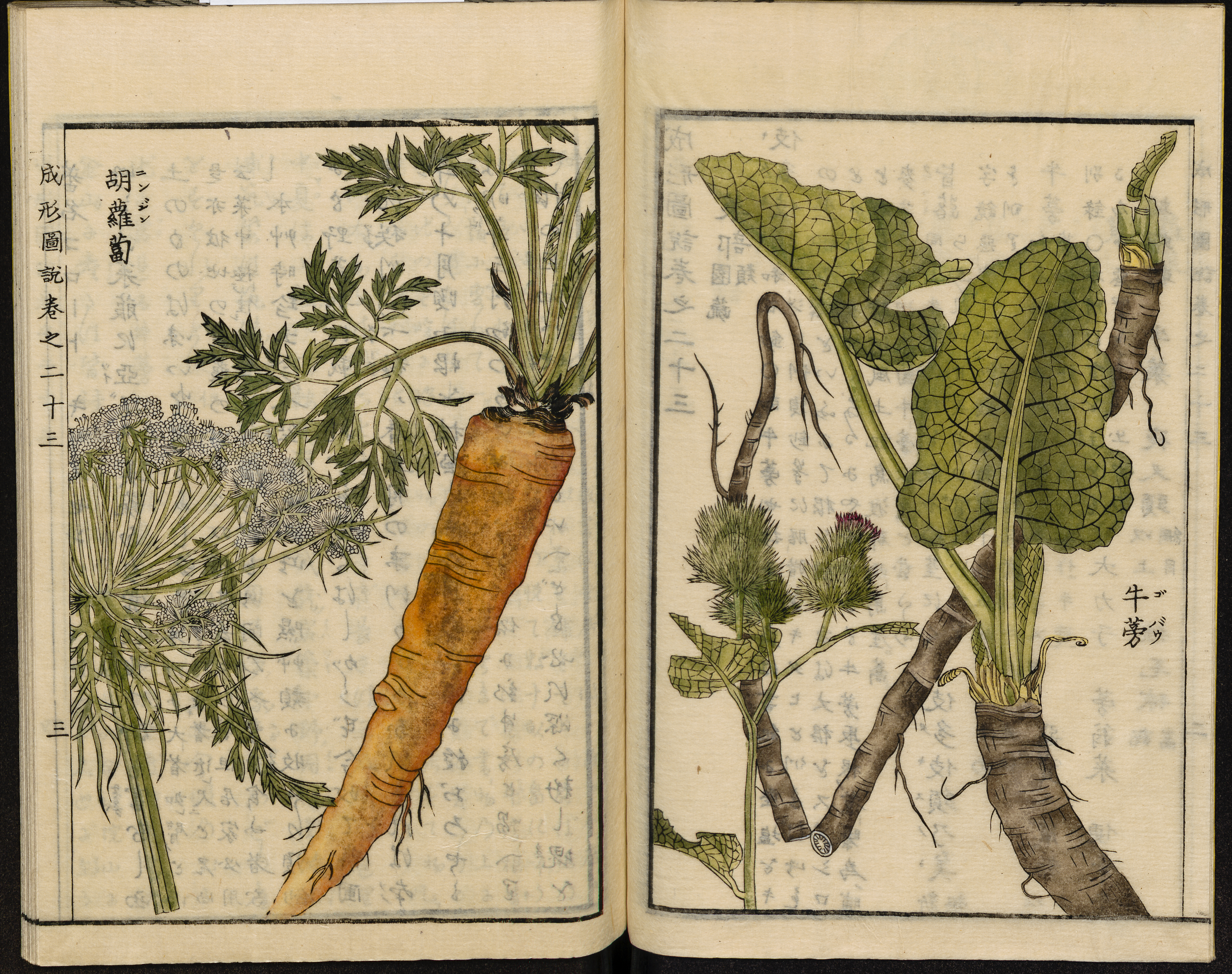
ライデン大学蔵シーボルト旧蔵本より、ニンジンとゴボウ

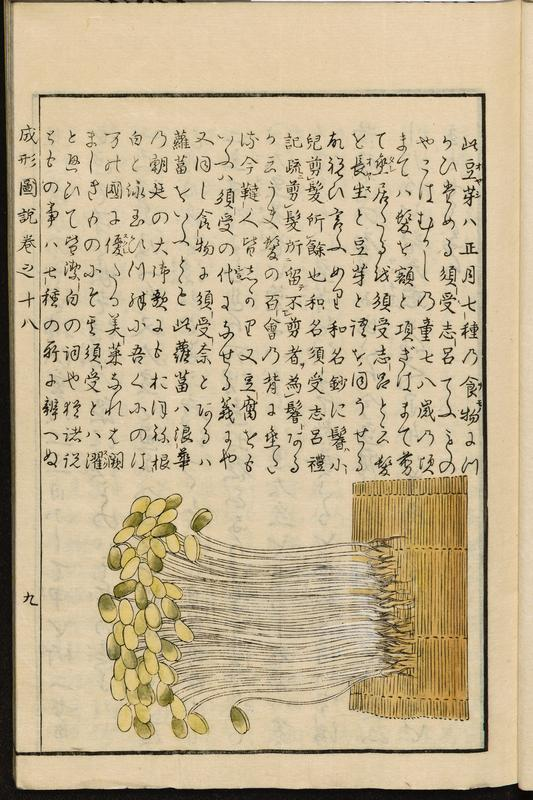
モヤシ

『成形図説』（せいけいずせつ、旧字体: 成形圖說）は、江戸時代後期の薩摩藩主島津重豪が、臣下の曽槃・白尾国柱らに編纂させた、イラスト付き百科事典のような農書。江戸時代を代表する農書の一つ。文化元年（1804年）初版。未完作品。

## 成立経緯
島津重豪が、明和安永年間（1764年 - 1781年）藩臣に編纂を命じ、寛政4年（1792年）から曽槃が参加、同11年（1799年）から白尾国柱が参加した。重豪は他にも多くの編纂事業を命じていた。重豪の目的は、本書を藩内で印刷・頒布し、農業や医学を振興させること、および民の必要物を統治者にわきまえさせることにあった。
当初の計画では、単なる農書でなく、全100巻の百科事典的な書物になるはずだった。しかし文化3年（1806年）、編纂所を兼ねる江戸・芝の藩邸が火事の延焼にあい、版木は焼失を免れたものの事業が停滞。これに藩の財政難や政争も重なり、30巻までが完成した状態で事業が解体となる。その後も曽槃だけが江戸で編纂を続けたが、文政12年（1829年）、再度の火事で31巻から40巻の版木と原稿が焼失。天保2年（1831年）、曽槃は自分の最期が近いながらも未完であることを嘆き、その3年後に没した。

## 内容・伝本
農書的な30巻までが刊行され、複数の刊本が伝わる。構成は、1から14巻が農事全般を扱う「農事部」、15から20巻が穀物を扱う「五穀部」、21から30巻が野菜を扱う「菜蔬部」となっている。版木は、初版の文化元年（1804年）から明治元年まで同一のものが使われたが、その後の行方は知れない。
また、未刊の31から45巻が、写本の形で断片的に伝わる。静嘉堂文庫蔵写本には「菌部」「薬草部」「草部」「木部」「果部」、東京国立博物館蔵写本には「鳥部」にあたる内容が含まれている。この「鳥部」は1932年に土屋喬雄が発見した。伝来経緯としては、鳥飼い趣味を嗜む重豪が、曽槃の遺稿の写しを藩臣（穂積実と内野儀）に作らせ私蔵したものと推定される。
項目は基本的に和文で書かれており、和漢の古典籍や『東雅』『庶物類纂』などを用いての考証や解説のほか、和名・漢名・オランダ名の対照、そしてイラスト（図譜）を多く含んでいる。
イラストは、一般的な刊本では墨刷り白黒だが、一部の特装本は多色刷りでカラフルになっている。これは将軍家や有力大名家への贈呈用だったと推定される。ライデン大学には桂川甫賢がシーボルトに贈った彩色本が収蔵されている。上記2つの写本にも彩色が施されている。

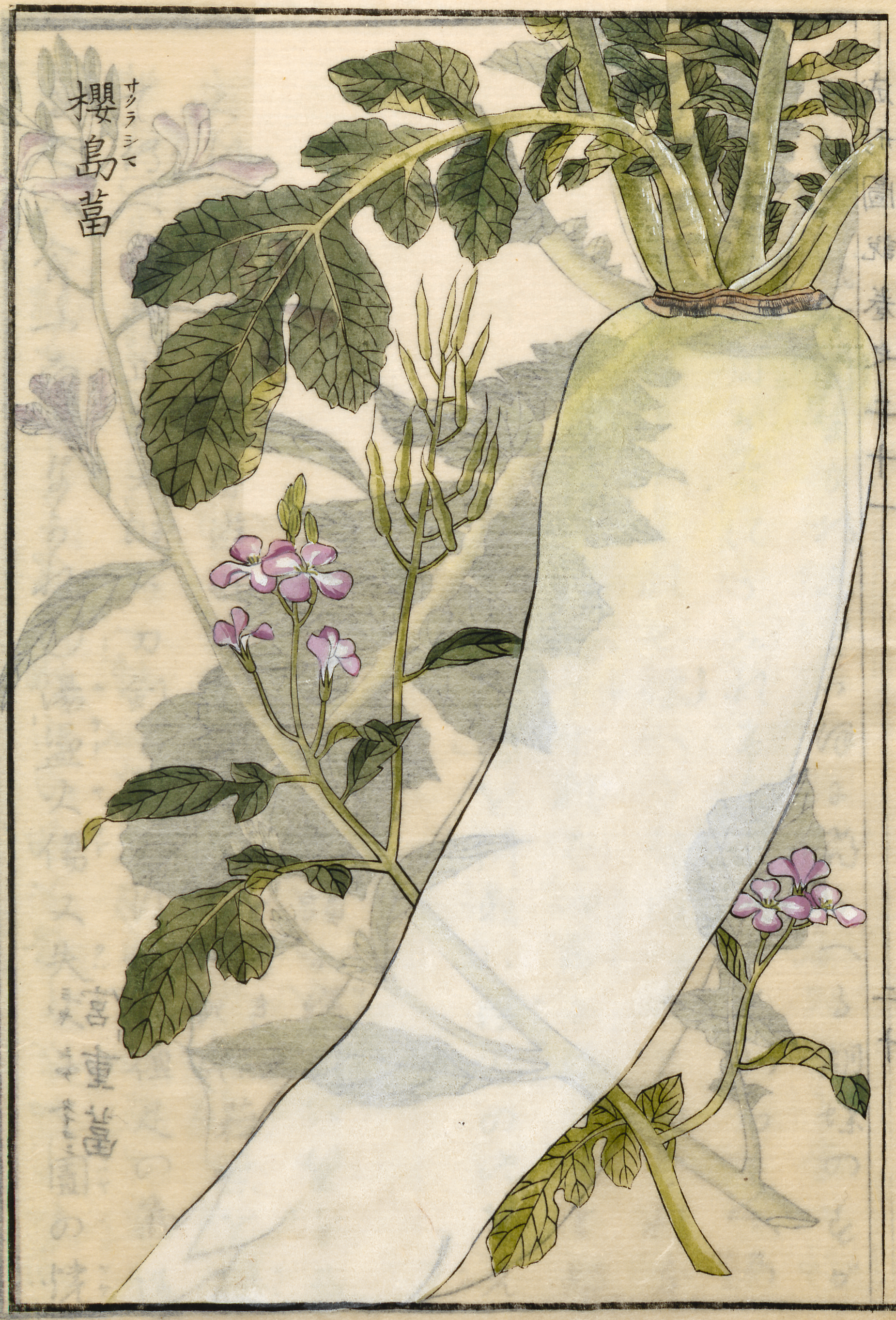
桜島大根

2巻には神代文字の一種「アナイチ」が載っている。
21巻には桜島大根が載っているが、外見が現在のものと異なる。理由は定かでない。
21巻には江戸野菜の品川カブが載っており、2000年代品川区での品種復活に寄与した。

## 主な制作者
- 島津重豪
- 曽槃（曽占春） - 本草学者
- 白尾国柱 - 国学者
- 堀愛生（堀門十郎） - 堀達之助親族のオランダ通詞[12]
- 谷山洞龍 - 狩野美信門下の絵師[13]

### 関連文献
- 上野益三『薩摩博物学史』島津出版会、1982年。ISBN 978-4924463059
- 鈴木彰・林匡編『島津重豪と薩摩の学問・文化』勉誠出版〈アジア遊学〉、2015年。ISBN 978-4585226567
  - 高津孝「蘭癖大名重豪と博物学」
  - 丹羽謙治「島津重豪の出版: 『成形図説』版本再考」
- 安田健編『江戸後期諸国産物帳集成 第19巻 薩摩』科学書院、2004年。ISBN 978-4760301867